# 한솔고등학교 (경기)
한솔고등학교(한솔高等學校)는 대한민국 경기도 성남시 분당구 정자동에 있는 공립 고등학교이다.

## 학교 연혁
- 1994년 11월 1일 : 정자고 설립인가 (학년당 12학급 총 36학급)
- 1995년 3월 1일 : 초대 김한오 교장 취임
- 1995년 10월 18일 : 본관 교사 4층 10실 증축
- 1997년 2월 14일 : 제1회 졸업(57명)
- 1998년 3월 1일 : 도지정 인성교육 시범학교
- 1998년 3월 12일 : 한솔고등학교로 교명 변경
- 2004년 12월 20일 : 별관 교사 2층 10실 증축
- 2007년 7월 1일 : 도지정 학교 혁신 시범학교 운영
- 2008년 4월 3일 : 학교 운동부(인라인 롤러부) 창단식
- 2008년 6월 17일 : 도지정 학교 혁신 시범학교 운영 보고회
- 2009년 3월 1일 : 도서관 리모델링
- 2021년 1월 11일 : 제25회 졸업(249명) 총 10,796명
- 2021년 3월 2일 : 2021년도 1학년 입학식 (남 143명, 여 108명 총 251명)
- 2021년 9월 1일 : 제9대 성낙은 교장 취임

## 참고 자료
- 한솔고등학교 - 한국교육학술정보원 학교알리미